# پادشاه یاغی
پادشاه یاغی (انگلیسی: Outlaw King) یک فیلم در ژانر اکشن، ماجراجویی، درام، و زندگی‌نامه‌ای به کارگردانی دیوید مکنزی است که در سال ۲۰۱۸ منتشر شد.
این فیلم به بررسی زندگی رابرت یکم، پادشاه اسکاتلند می‎پردازد که با شجاعت خاص خودش سعی می‎کند تا ارتش نیرومند انگلستان را از کشور خود دور کند. 

## داستان
در سال ۱۳۰۴، بیرون دژ استرلینگ، جان کامین، رابرت بروس و دیگر نجیب‌زادگان اسکاتلند خود را تسلیم ادوارد یکم انگلستان می‌کنند. شاه ادوارد قول می‌دهد که در ازای بیعت، زمین‌ها را به نجیب‌زادگان برگرداند. بعد از اتمام کارهای رسمی، بروس با وارث ادوارد، یعنی شاهزاده ولز مشاجره می‌کند و شاه، دخترخوانده‎اش الیزابت د برگ را برای ازدواج به او می‌دهد. لرد جیمز داگلاس به آنجا می‌رسد و خواهان پسگیری زمین‌های اجدادی‌اش است اما ادوارد بخاطر خیانت‌های قبلی لرد داگلاس، درخواستش را رد می‌کند. شاه و شاهزاده از اسکاتلند می‌روند و مدیریت آنجا را به کامین و بروس و تحت نظارت کنت پمبروک، ایمر د ویلنس، می‌سپارند. الیزابت با بروس عروسی می‌کند. در شب عروسی، بروس به احترام همسرش، رابطه را به تاخیر می‌اندازد. از طرفی نیز، انگلیسی‌ها، خدمتکاران او را به اجبار برای پیوستن به ارتش شاه می‌برند. کمی بعد، پدرش لرد اناندیل فوت می‌کند. 
دو سال بعد، بروس حین گرفتن مالیات متوجه می‌شود محبوبیت انگلیسی‌ها چقدر کم است. آن‌ها جسد قطعه‌قطعه‌شده ویلیام والاس را در معرض نمایش قرار می‌دهند و موجب شورش از سوی مردم می‌شوند. پس بروس تصمیم به طغیان می‌گیرد. او این مسئله را با خانواده‌اش در میان می‌گذارد و سعی می‌کند جان کامین را متحد خود کند ولی او نمی‌پذیرد و می‌خواهد ماجرا را به ادوارد بگوید. بروس وحشت می‌کند و او را می‌کشد. این ماجرا باعث می‌شود روحانیون اسکاتلند مجبور به بخشودن بروس شده تا در عوض او از کلیسای کاتولیک اسکاتلند حمایت کرده و تاج اسکاتلند را بپذیرد. شاه ادوارد مطلع می‌شود و شاهزادهٔ ولز را برای سرکوب می‌فرستد. 
داگلاس به رابرت می‌پیوندد و در عوض می‌خواهد به حق قانونی‌اش برسد. در اسکون بروس تاجگذاری می‌کند ولی در متون د ویلنس شبانه به او حمله می‌کند. بروس همسر و دخترش، مارجری بروس را با برادرش نایجل از آنجا دور می‌کند و در آن جنگ، شکست می‌خورد و با پنجاه نفر فرار می‌کند. آنها به آیله می‌روند.
شاه ادوارد به اسکاتلند می‌رسد و در دژ کیلدرامی، همسر، دختر و برادر بروس را پیدا می‌کند. شاهزاده، برادر بروس را می‌کشد و همسر و دخترش را به انگلستان می‌برد. بروس تصمیم می‌گیرد مخفیانه، دژ را پس بگیرد. بعد از موفقیت این نقشه، او به سراغ جنگ چریکی می‌رود. مارجری به صومعه فرستاده و الیزابت زندانی می‌شود.
همان سال، شاه ادوارد می‌میرد و شاهزاده ولز کنترل نیروهای پدرش را به دست می‌گیرد. از آنجا که تعداد نیروهای رابرت بسیار کم است، در طول جنگ سواره‌نظام انگلیس را به گودالی مخفی می کشاند و بسیاری از آن نیروها در باتلاق گیر می‌کنند. در نهایت، د ویلنس دستور عقب‌نشینی می‌دهد. اما ادوارد همانجا می‌ماند و سعی می‌کند با دوئل رابرت را بکشد. رابرت پیروز می‌شود ولی از جان ادوارد می‌گذرد. در بخش آخر فیلم، الیزابت از طریق مبادله اسیر آزاد می‌شود. شاهزاده ولز تحت‌عنوان شاه ادوارد دوم تاجگذاری می‌کند ولی لردها او را می‌کشند. سیصد سال بعد، نوادگان رابرت باعث اتحاد انگلستان و اسکاتلند می‌شوند.

## بازیگران
- کریس پاین در نقش رابرت یکم
- آرون تایلر-جانسون در نقش جیمز داگلاس، لرد داگلاس [۲]
- فلورنس پیو در نقش الیزابت دی برگ [۳]
- تونی کارن در نقش انگس مک دونالد [۴]
- استیون دیلین در نقش شاه ادوارد یکم انگلستان
- بیلی هوول در نقش ادوارد، شاهزاده ولز [۵]
- کالن مالوی در نقش جان کامین سوم از بدناک [۶]
- الستر مکنزی در نقش لرد اثول
- جیمز کازمو در نقش رابرت د بروس، ششمین لرد انندیل
- استیون مک میلن در نقش درو فورفار، ارباب
- پاول بلر در نقش اسقف لمبرتون
- استیون کری در نقش کریستوفر ستن
- کیم الن در نقش ایزابلا مک داف، کنتس بیوکن
- سم اسپرول در نقش ایمر د ویلنس، کنت دوم پمبراک
- ربکا رابین در نقش مارگارت فرنس، ملکه انگلستان
- جیمی مک لاکلن در نقش راجر دی موبری
- بنی یانگ در نقش سر سایمون فریزر
- کلایو راسل در نقش لرد مک کینان از اسکای
- جوزی اوبرایان در نقش مارجری بروس
- مت استوکو در نقش جان سیگریو، دومین بارون سیگریو